# 中国铁路25Z型客车
25Z型客车，是中国铁路客车车型之一，属于160km/h级别的准高速客车（后最大运行速度改為140km/h），主要用于中、短途城际特快列车。25Z型客车的“Z”代表准高速（汉语拼音：ZhunGaoSu），构造速度为160km/h。由四方机车车辆厂、长春客车厂和南京浦镇车辆厂研制，在1993年至1996年间前后共生产了两批。由於25Z型客车没有进行统型，所以前后两批和各铁路局的25Z型客车不是完全相同的。
25Z型客车是中国铁路的第一代准高速客车，虽然未有普及全国，但其研制和提速试验数据为后来大量生产的25K型客车（后为25T型客车所替代），以及由1997年起的中国铁路大提速累积了大量经验。
2015年1月1日，根據中國鐵路總公司規定，原廠製造25Z列車外觀需統一漆成附帶雙黃線的墨綠色，俗稱「偽綠皮」或「高阻綠」。

## 发展历史

### 第一批
25Z型客车是中国第八个五年计划期间国家重点科技攻关项目，是为中国第一条准高速铁路——广深铁路开行时速160公里准高速旅客列车而研究的新型准高速客车。1990年3月，中华人民共和国铁道部决定以广深铁路作为既有线提速试点，要求铁道部科学研究院、广州铁路局进行可行性研究。1990年7月，国家计委、国家科学技术委员会、铁道部及广东省委部门在广州召开了“广深线旅客列车最高时速160公里行车实施方案论证”，并通过了广深准高速铁路的研究论证。与此同时，准高速机车车辆的研制也拉开了序幕。根据铁道部和中国铁路机车车辆工业总公司的安排，准高速客车的研制由长春客车厂、四方机车车辆厂和南京浦镇车辆厂承担。
1992年6月，三家工厂的准高速客车转向架和制动系统被装用于试验车，在北京环形铁道分别进行动力学试验、溜放制动试验。1993年8月，四方车辆研究所在环形铁道负责对三家工厂试制的各一辆准高速客车和四方机车车辆厂的一辆准高速空调发电车进行测试工作:121。1994年3月至6月，三家工厂的3列准高速客车及东风11型柴油机车在环形铁道进行最高速度180公里/小时的综合性运行试验，其中包括起动加速试验、紧急制动试验、电子防滑器功能试验、安全评估试验等。1994年9月至12月，三列25Z型准高速客车赴广深铁路进行正线运行试验。1994年12月23日，25Z型准高速客车于广深铁路投入正式运营。1993年至1994年间，三家工厂共制造了25Z型客车共66辆，其中四方机车车辆厂生产单层客车27辆（其中发电车6辆），长春客车厂生产单层客车22辆，南京浦镇车辆厂生产双层客车17辆。其中，长客生产的第一批25Z型被命名为“春光号”，浦厂生产的第一批双层25Z型被命名为"钟山号"。
单层25Z型客车由长春客车厂、四方机车车辆厂研制，包括有一等软座車（RZ125Z，厂标型号SFK92:215/CCK59）、二等软座車（RZ225Z，厂标型号SFK89:214/CCK58）、二等软座車（带播音间 / 列车长办公席）（RZ225Z，厂标型号SFK90:214/CCK58B）、二等软座行李合造車（RZXL25Z，厂标型号SFK91:215/CCK60）、餐車（CA25Z，厂标型号SFK93:215/CCK61）和空调發電車（KD25Z，四方厂制造，厂标型号SFK88:214）。车体为高强度耐候钢制造的无中梁薄壁筒体整体承载结构，使用寿命为30年。为减少列车运行时的空气阻力，且用于中、短途城际列车不设卧铺，25Z型客车采用了高度为4050毫米车体断面，比25G、25K型客车降低了383毫米，成为25Z型客车的一大特色。首批25Z型客车均采用橡胶风挡、折页门，无裙板。
长春厂、四方厂生产的25Z型客车的设计、结构基本相同，但转向架、制动机等均有差异。长春厂的25Z型客车采用CW-2型准高速转向架，仿制自英国进口的T10-1型转向架；四方厂采用206KP、206WP型转向架，其中206WP型供发电车使用。制动系统方面，长春厂采用104型自动式电空制动装置；而四方厂采用F8型电空阀式电空制动机，两种制动机均配合引进自德国克诺尔制动机公司、用微机控制的MGSI电子防滑器使用。早期采用两种不同制动系统的25Z型客车混编运行及进行常用制动时，会频繁出现意外紧急制动故障，经调整后消除了这种问题。此外，长春厂的所有首批25Z型客车均装用一组车顶单元式空调机组；而四方厂的二等软座车装用两台空调机组，其他车种装用一台机组。除二等软座行李合造车外，四方厂的一、二等软座车出厂时均设有美国Monogram Sanitation公司的气动循环式集便器，但由于当时地面配套未完善，集便装置投用不久后被拆除。
双层25Z型客车由南京浦镇车辆厂研制:156，包括有双层一等软座車（SRZ125Z）、双层一等软座行李合造車（SRZXL125Z）和双层餐車（SCA25Z），其中少数一等软座车上层设有包厢。车体沿用了25B型双层客车的鱼腹式无中梁全钢焊接筒形薄壁结构，但钢结构通过轻量化设计，比25B型双层客车钢结构减重约3吨；同时为改善车体强度和抗扭刚度，将车门设置于车体两端，及将转向架定距由25B型的19200毫米缩短为18500毫米。转向架采用设有电子防滑器、盘形、踏面复合制动的209HS型转向架，最高试验速度达183公里/小时。车辆采用橡胶风挡和折页门，制动系统为104型自动式电空制动装置；双层一等软座车安装两台40千瓦车顶单元式空调机组，双层软座行李合造车和双层餐车分别安装一台48千瓦空调机组。

### 第二批

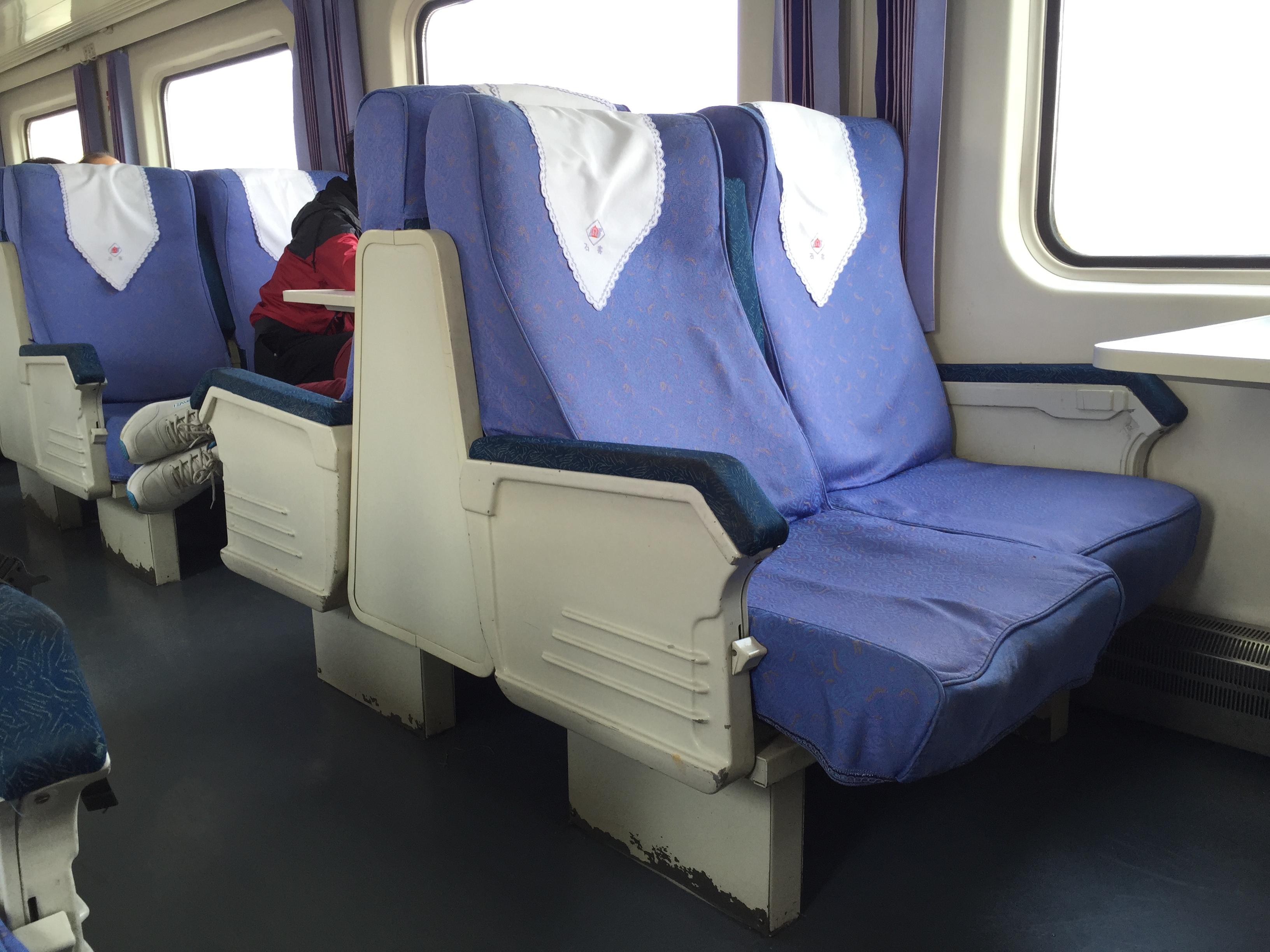
北京局25Z型一等座车的可调节座椅

第二批25Z型客车在1996年由四方机车车辆厂、长春客车厂和南京浦镇车辆厂制造，配属给北京铁路局、上海铁路局和广州铁路集团，分别作为京秦线、沪宁线和广深线的准高速客车。
第二批的单层25Z型客车由四方厂和长客厂制造。包括有特等软座車（RZT25Z）、二等软座車（RZ225Z）、一等软座車（RZ125Z）、餐車（CA25Z）和空调發電車（KD25Z），采用长春客车厂的CW-2、CW-2C型转向架，四方厂的206KP、206WP（發電車用）型转向架。车体结构仍然与第一批相同，但空调机组增加至两组。除了京局外，上局及广铁的车辆均增设裙板并改用手控风动塞拉门，其中裙板带有棱角的是长客厂的产品，反之裙板为圆弧形的为四方厂生产；配属广铁的第二批25Z型客车也能从涂装上的分别区分两家厂商的产品，长客厂产品的裙板、车门均为蓝色，车身涂装中部的蓝色和红色部分之间并没有白色色带，四方厂产品的裙板为灰色，车身涂装采用与25K型客车基本相同，车身中部带白色、红色色带。而上海铁路局选用了高度为4433毫米的车体断面，以便与相同高度的25G型客车连挂。
第二批的双层25Z型客车由浦镇厂制造，包括有双层一等软座車（SRZ125Z）、双层二等软座車（SRZ225Z）:168。车体结构仍然与第一批相同，仍然使用209HS型转向架。但除了京局外，广铁的车辆均改用气动塞拉门。双层25Z型客车在1996年12月30日鐵道部组织的北京环行线综合试验中，最高时速达到212.6公里，是当时中国国内铁路客车的最高速度纪录，并获得国家科技进步一等奖。

## 车内布局

### 单层
- 特等软座车（RZT）：仅配属上海铁路局的高质量客车。内有两个四人包厢，其中一个包厢为两排面对面的双人座位（座位号1~4），另一个包厢为会议室布局，四个高背皮椅围绕置中的圆桌（座位号5~8）。其余坐位为每排2+1形式，均为可躺卧调节。特等软座车总定员42人。
- 一等软座车（RZ1）：坐位为每排2+2形式，采用可躺可转式皮质座椅。第一批一等座车定员76人，第二批定员为80人/76人（带播音室或检车乘务员室）。
- 二等软座车（RZ2）：坐位也是每排2+2形式，但座椅不可调较。第一批二等座车全是双向面对面对座，而第二批只有2个双向对座间隔，其余为正向或反向座位。二等座车定员96人/88人（带播音室或小型行李间）。
- 二等软座行李合造车（英语：Combine car）（RZXL）：仅配属广深铁路公司。定员56人，坐位为每排2+2形式，均为双向对座，另有行李间容积36.8立方米。

以上车种均设有自动电茶炉、洗面室、厕所、乘务员室各一个。每个座位上方都有阅读灯。
- 餐车（CA）：内有六张餐桌，定员36人。 并设酒吧间、吧台及4个吧座。另有定员32人的版本。

- 北京局RZ125Z客车内部
- 北京局RZ225Z客车内部
- 上海局RZ125Z客车内部
- 上海局RZ225Z客车内部

### 双层
- 双层软座车（SRZ）：仅配属上海铁路局，坐位为每排2+2形式，座间距1950毫米，定员108人[8]:168。
- 双层一等软座车（SRZ1）：配属北京铁路局和广州铁路集团，坐位为每排2+2形式。第一批的座位均为双向对座，而第二批的座位与单层一等座车相同，为可躺式座椅。北京局双层一等车座间距2200毫米，定员92人，广州局其余双层一等车座间距1950毫米，定员108人[8]:168。
- 双层一等软座包间车（SRZ1）：仅配属广州铁路集团，下层及中层均为开敞式客室，座间距1950毫米，上层走廊两侧设2人包间和4人包间各6间，定员92人。[8]:168
- 双层二等软座车（SRZ2）：仅配属北京铁路局。坐位为每排2+2形式，均为不可调较的双向对座，座间距1680毫米，定员124人[8]:168。

以上车种的中层均設有储藏室（也可作为播音间、检车员室）、配电室、乘务员室、電茶炉室、座式便器厕所、蹲式便器厕所和开敞式洗脸间各一个。
- 双层软座行李车（SRZXL）：仅配属广州铁路集团，一位端中层及中部长7.8米的上、下层为定员66人的客室，二位端中层为长约6.6米的行李间，载重6.6吨，两端均设通过台[8]:168。
- 双层餐车（SCA）：仅配属广州铁路集团，一位端中层设配电室、酒吧间等，二位端中层设厨房、贮藏室。中部上、下层为餐厅，餐桌间距1850毫米，定员60人[8]:168。

- 上海局SRZ25Z客车内部（上层）
- 上海局SRZ25Z客车内部（下层）
- 北京局SRZ125Z客车内部（上层）
- 北京局SRZ225Z客车内部（上层）

## 技术参数
| 车种                 | 25Z型客车 | 双层25Z型客车                                                                                         |
| -------------------- | --- | --- |
| 定员                 | 特等软座车：42 一等软座车：76（第一批）/ 80（第二批）/ 76（带播音间） 二等软座车：96 / 88 二等软座行李合造车：56 餐车：32～36 | 双层一等软座车：92～108 双层二等软座车：124 / 120（带播音间） 双层一等软座行李合造车：66 双层餐车：60 |
| 构造速度             | 160km/h | 160km/h                                                                                               |
| 最大运营速度         | 160km/h，2008年8月31日起改为140km/h                                                                                           | 160km/h，2008年8月31日起改为140km/h                                                                   |
| 车辆长度（不计车钩） | 25500 mm | 25500 mm                                                                                              |
| 车体高度             | 4050mm 上海铁路局（第二批）：4433 mm                                                                                          | 4750 mm                                                                                               |
| 车辆宽度             | 第一批：3104 mm 第二批：3105 mm                                                                                               | 3105 mm                                                                                               |
| 转向架               | 第一批：206KP、206WP（发电车） 第二批：CW-2、206KP、206WP（发电车）                                                           | 209HS                                                                                                 |
| 供电制式             | 发电车集中供电：三相四线制 AC 380V/220V交流电                                                                                 | 发电车集中供电：三相四线制 AC 380V/220V交流电                                                         |
| 制動                 | 盘型制动和踏面复合制动 | 盘型制动和踏面复合制动                                                                                |
| 采暖                 | 电热取暖 | 电热取暖                                                                                              |
| 制造车厂             | 第一批：四方机车车辆厂 第二批：四方机车车辆厂、长春客车厂                                                                     | 南京浦镇车辆厂                                                                                        |

## 车辆运用历史

### 使用中
- 上海铁路局：25Z型客车（第二批）在1996年开始配属上局，共编组成3列，运行上海和南京之间的“T”字头特级列车（T1~T16）[9]。列车全列软座，当时编组为特等车一节，一等车两节，二等车7节，空调发电车一节。由于只有上局的25Z型客车的高度为4433mm（与25K型相同），后来统一车辆编号时这批25Z型的车身标记也改成25K。直至2008年上局的25Z型客车已先后担当过T739/740“紫金号”和T729/730“先行号”沪宁特快列车。目前运行的车次有配属上海车辆段杭州车间的T7785/7786次列车（兰溪—杭州），和往来合肥、芜湖和淮南间的周末城际管内T7691/7692次列车以及T7681-T7686次列车。后者为最初先行号双层25Z车底，配属合肥车辆段，曾经开行南京至南通至淮安的快速列车K8502/8503、K8504/8501、K8505/8503次和合肥～淮北～芜湖～连云港东～芜湖～合肥的K8422、K8421、K8411/2、K8424次列车。

- 兰州铁路局：2016年5月下旬，原南通至兰溪T7788/5、T7786/7787次列车三组单层25Z车底转配兰州铁路局，用于兰州至金昌的T6613/6614次列车（包括一等、二等座车）和嘉峪关至敦煌的T4601/4、T4603/2次临时旅客列车（2016年6月开行，包括特等、一等、二等座车）。

- 广铁集团：2012年广九直通车提速后，原有的25Z型客车车底被调往广梅汕铁路，行驶往来广州东至梅州的 T8365/T8368、T8367/T8366次载客列车，中途停靠东莞东～惠州～河源～龙川～兴宁，由广九客运段执行客运任务。广铁会因应需求於特定日子开办往来广州东至梅州的T8379/T8382、T8381/T8380次或往来深圳至梅州的 T8369/T8370次列车。列車全列11辆編組，1号车厢为软座行李车，11号车为空调发电车，其余2号至10号车均为单层软座车或一等软座车，餐车欠编。1号车向梅州方向，11号车向广州东/深圳方向。由2023年起，25Z客车已完成改良，车内两个厕所分别改为一蹲厕一坐厕，车底均已加装集便器。

### 已封存
- 北京铁路局：1996年7月1日，使用单、双层25Z型客车混编、由时任铁道部部长韩杼滨题写车名的京秦线“北戴河号”提速列车（北京-北戴河）正式开行，列车运行时速达到140km/h，277公里的距离只需运行2小时20分。[10]快速列车大受欢迎，使“北戴河号”在当年整个暑期旅游旺季的上座率居高不下。[11] 这些25Z车底后来也用于京津、京石邯城际列车，2007年至2016年用于石家庄至秦皇岛的T5682/5683、T5684/5681次列车，2016年5月15日至2017年4月20日改用于石家庄至承德的快速列车。[註 1]2019年6月，部分单层25Z曾短暂支援北京市郊铁路怀柔－密云线。

- 广铁集团：经提速改造后的广深铁路是最早使用25Z型客车运营的线路。1994年12月22日首次开行广深城际准高速列车，当时每天只有两对准高速列车，使用东风11型内燃机车牵引，单层和双层25Z型客车各一列，是当时最高档的车厢[12]。1995年3月起使用25Z型客车运行广九直通车至2012年12月20日。由1995年至2006年，25Z型客车一直是广深城际列车的主力车种。广铁的25Z型一等座车（RZ1）和二等座车（RZ2）已经统一为软座车（RZ），而且第二批单层25Z型客车的裙板已全部拆除，部分已由广深铁路公司转配长沙车辆段。运行的车次包括：广九直通车（至2012年12月20日止；最後一班使用本型車底的直通車為翌日的T812次，由紅磡開往廣州東，是港鐵完全電氣化後首班電力推動的直通車；該車在前一日於港鐵何東樓車廠過夜）、T8308/8309、T8310/8307（长沙—吉首）K9097/K9098（长沙—怀化）、K9125/K9126/K9127/K9128（广州—永州，双层25Z，无餐车）、广州-梅州、汕头和深圳-梅州特快等。2012年五一黄金周期间，广铁集团开行T8381，T8382，T8383，T8384，T8385，T8386三对广深城际普速特快列车，但是在5月6日之后便停止运营，该趟列车使用8辆一等双层软座车，4辆单层软座车和一辆空调发电车编成。由SS8 0162号负责牵引。[13]广铁集团的单层25Z目前仍在广梅汕铁路上开行图定往返广州东-梅州的特快列车，编组11节，将一等软座和二等软座统称软座票进行售卖，双层25Z则已全数拆解。

- 武汉铁路局：2007年，北京铁路局向武汉铁路局调拨了一批25Z型客车，2007年6月1日起开行武昌-南昌的城际特快。均为单层25Z型客车，其中包括12节二等软座车和4节一等软座车。武汉铁路局为简化座席等级，将一等座车的车身标记改为软座车（RZ25Z 110702 ~ 110705），按软座价格售票；将二等座车的车身标记改为硬座车（YZ25Z 300000 ~ 300011，原为RZ225Z 110706 ~ 110717），按硬座价格售票，这批25Z型客车后来转配呼和浩特铁路局。[14]

- 呼和浩特铁路局：2012年，沈阳铁路局向呼和浩特铁路局转配了一批25Z型客车（折页门车体[註 2]），这批车转配呼局后型号被改为YZ25Z，车号和内饰不变。2013年1月10日起开行呼和浩特-北京的城际特快。为单层25Z型客车和25K型客车混编，其中包括9节二等软座车（欠编3辆）。现呼和浩特-北京城际列车（即Z315/316次列车）改为由25T型客车担当，25Z型客车改为担当包头-呼和浩特的城际特快。现时呼和浩特至乌海西的T6307/6308次列车编组中亦包括一辆25Z型客车（其余均为25K型）。

## 车辆问题
单层25Z型客车在出厂时都是使用长客厂的CW-2型、四方厂的206KP型、206WP型（空调发电车用）转向架。206WP是四方厂为准高速发电车设计的转向架，中央悬挂为无摇动台高圆簧外侧悬挂；摇枕为焊接结构，U型侧梁；采用单转臂式轴箱定位，采用盘型制动和踏面复合制动。而用於其他车种的206KP型，除中央悬挂部分和构架侧梁局部与206WP型不同外，206KP型为空气弹簧，并加装抗侧滚扭杆。206KP型、206WP型转向架的故障现象基本与装用这两款转向架的25K型客车相同。由于设计存在缺陷，客车在高速运行时稳定性和转向架抗蛇行能力欠佳，发生构架裂纹和轮缘异常磨耗等故障。206KP/WP型已在1997年停产，铁道部后来也发出命令要求更换所有206KP、206WP为SW-160H。SW-160H型转向架的车体接口与25K型的SW-160不同。但由于使用SW-160H型或CW-2型的25K型客车在实际运用中仍然大多限最高速度为140-145km/h。根据铁道部运装客车[2008]431号文件《关于明确各型客车标记速度的通知》的規定，为确保客车运行安全，自2008年8月31日起，所有25Z型车厢標記速度改為140km/h，即代表車輛最大運行速度為140km/h。

## 加装集便器
2011年2月10日下午，中国政法大学资本研究中心主任刘纪鹏乘坐广九直通车在港段被拒如厕的问题受关注的影响，广铁集团广九客运段于2月11日作出了回应，指“直通车厕所改造问题已在计划中，并且也将因为此事件的发生而提速”，并表示进行厕所系统改造后的25Z列车将于4月投入服务。这是25Z列车第一次加装真空集便器，但当时的编组中仅4号车厢和7号车厢接受了改造。

## 外部連結
- 中國鐵路客車圖鑑 25Z系（日文）
- 我們的火車站 25Z型客車：RZ25Z軟座車（页面存档备份，存于）、SRZ2 25Z雙層二等軟座車（页面存档备份，存于）、SRZXL25Z雙層軟座行李車（页面存档备份，存于）、CA25Z餐車（页面存档备份，存于）、KD25Z發電車（页面存档备份，存于）
- 香港鐵路會 25Z型客車：RZ25Z軟座車、RZT 25Z特等軟座車、RZ1 25Z一等軟座車、RZ2 25Z二等軟座車、SRZ1 25Z雙層一等軟座車、SRZXL25Z雙層軟座行李車、CA25Z餐車、RZXL25Z軟座行李車、KD25Z空調發電車
- 2003年用于长沙-武昌特快的25Z型客车（页面存档备份，存于）